# Noriyuki Haga

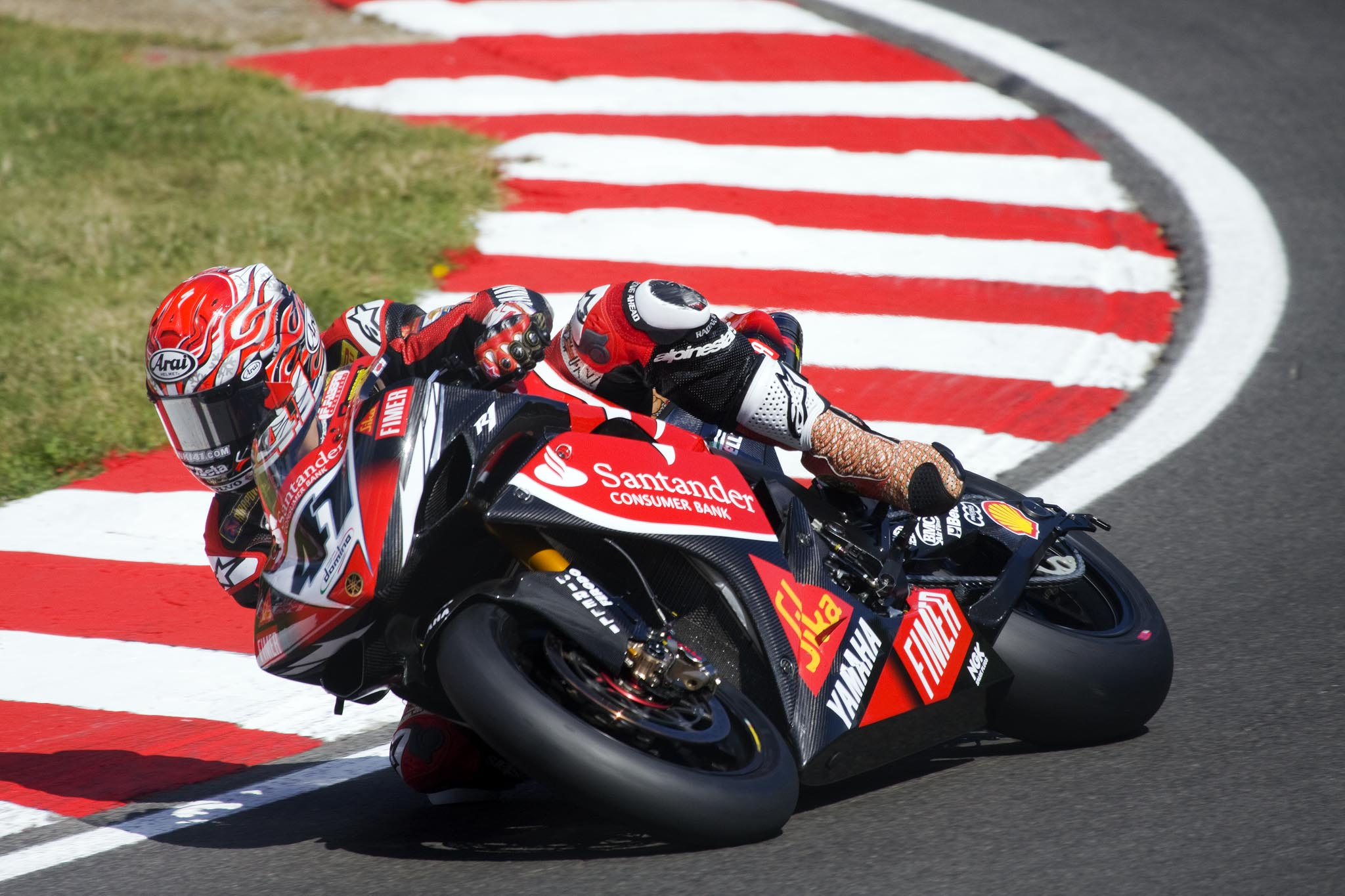
Noriyuki Haga 2008 auf Yamaha in Brands Hatch

Noriyuki Haga (jap. 芳賀 紀行, Haga Noriyuki; * 2. März 1975 in Nagoya, Präfektur Aichi, Japan) ist ein japanischer Motorradrennfahrer.
Haga ist für seinen äußerst spektakulären Fahrstil, seine Einsatzfreude und seinen Kampfgeist bekannt und deshalb bei den Motorradsportfans rund um den Erdball überaus beliebt. Seine Tugenden brachten ihm auch zahlreiche Spitznamen wie Nori, Nitro Nori, Haga-san oder The Master Of Going Faster ein. Eines seiner weiteren Markenzeichen ist seine Startnummer 41.

## Karriere

### Anfänge
Noriyuki Haga begann schon in jungen Jahren mit dem Motorradfahren, nachdem sein Vater ihm 1979 ein Pocket Bike geschenkt hatte. 1980 bestritt er erste Pocket-Bike-Rennen. Im Jahr 1993 nahm der Japaner in der 250-cm³-Klasse zum ersten Mal an der japanischen Motorradmeisterschaft teil und schloss diese als 13. ab. Zwischen 1994 und 1996 belegte Haga die Gesamtränge neun, zehn und acht in der japanischen Superbike-Meisterschaft. Im Jahr 1996 konnte er zusammen mit dem US-Amerikaner Colin Edwards auf Yamaha das 8-Stunden-Rennen von Suzuka gewinnen. Außerdem startete er beim Lauf in Sugo auch in der Superbike-WM, wo er einen zweiten Platz einfahren konnte.
Im folgenden Jahr, 1997, gewann Haga die japanische Superbike-Meisterschaft. In der Superbike-WM ersetzte er bei den letzten beiden Veranstaltungen den verletzten Colin Edwards bei Yamaha. In Sugo wurde er dabei im ersten Lauf Zweiter und konnte den zweiten Lauf sogar gewinnen.

### Superbike-Weltmeisterschaft
In der Saison 1998 startete Noriyuki Haga dann mit Yamaha permanent in der Superbike-WM und trat zum ersten Mal mit der 41 an. Der Japaner pilotierte an der Seite des US-amerikanischen Routiniers Scott Russell eine YZF 750 SP. Haga startete furios in die Saison und konnte drei der ersten vier Läufe gewinnen. Am Saisonende wurde er mit fünf Siegen und 258 Punkten Sechster im Gesamtklassement, obwohl er auf den meisten Strecken vorher noch nie gefahren war und die YZF 750 SP mittlerweile fünf Jahre alt war. Außerdem debütierte Haga im selben Jahr als Wildcard-Fahrer auf Yamaha bei seinem Heimrennen, dem Großen Preis von Japan in Suzuka, auch in der 500-cm³-Klasse der Motorrad-Weltmeisterschaft, wo er überraschend Dritter wurde.
Die Saison 1999 mit der neuen Yamaha YZF-R 7 und seinem neuen Teamgefährten Vittoriano Guareschi verlief für Haga eher unauffällig. Er konnte nur einen Laufsieg und einen dritten Platz einfahren und wurde Siebter im Gesamtklassement.
In der Saison 2000 konnte Noriyuki Haga, mit der Vizeweltmeisterschaft hinter Colin Edwards, seine bisher beste Platzierung in der Superbike-Weltmeisterschaft feiern. Viele Fans glauben bis heute, dass Haga den Titel gewonnen hätte, wäre er nicht, nachdem er positiv auf ein verbotenes Mittel getestet worden war, bestraft worden. Nach dem zweiten Rennen der ersten Veranstaltung im südafrikanischen Kyalami, bei der der Japaner die Ränge zwei und eins errungen hatte, wurde er bei einer Dopingprobe positiv getestet, daraufhin disqualifiziert und mit Wirkung vom 5. Juni für einen Monat gesperrt, die Sperre wurde jedoch vorerst nicht umgesetzt. Ein Protest gegen diese Entscheidung, der sich bis zum 12. Oktober hinzog, war nur teilweise erfolgreich. Haga bekam die 20 Zähler aus dem ersten Lauf zwar zurück, wurde aber für die letzte Veranstaltung in Brands Hatch gesperrt. Später wurde bekannt, dass es sich bei der gefundenen Substanz um Ephedrin gehandelt hatte, das in einem Nahrungsergänzungsmittel enthalten war, welches der Japaner im Winter eingenommen hatte, um Gewicht zu verlieren. In der Gesamtwertung belegte Noriyuki Haga mit 65 Zählern Rückstand auf Colin Edwards den zweiten Platz.

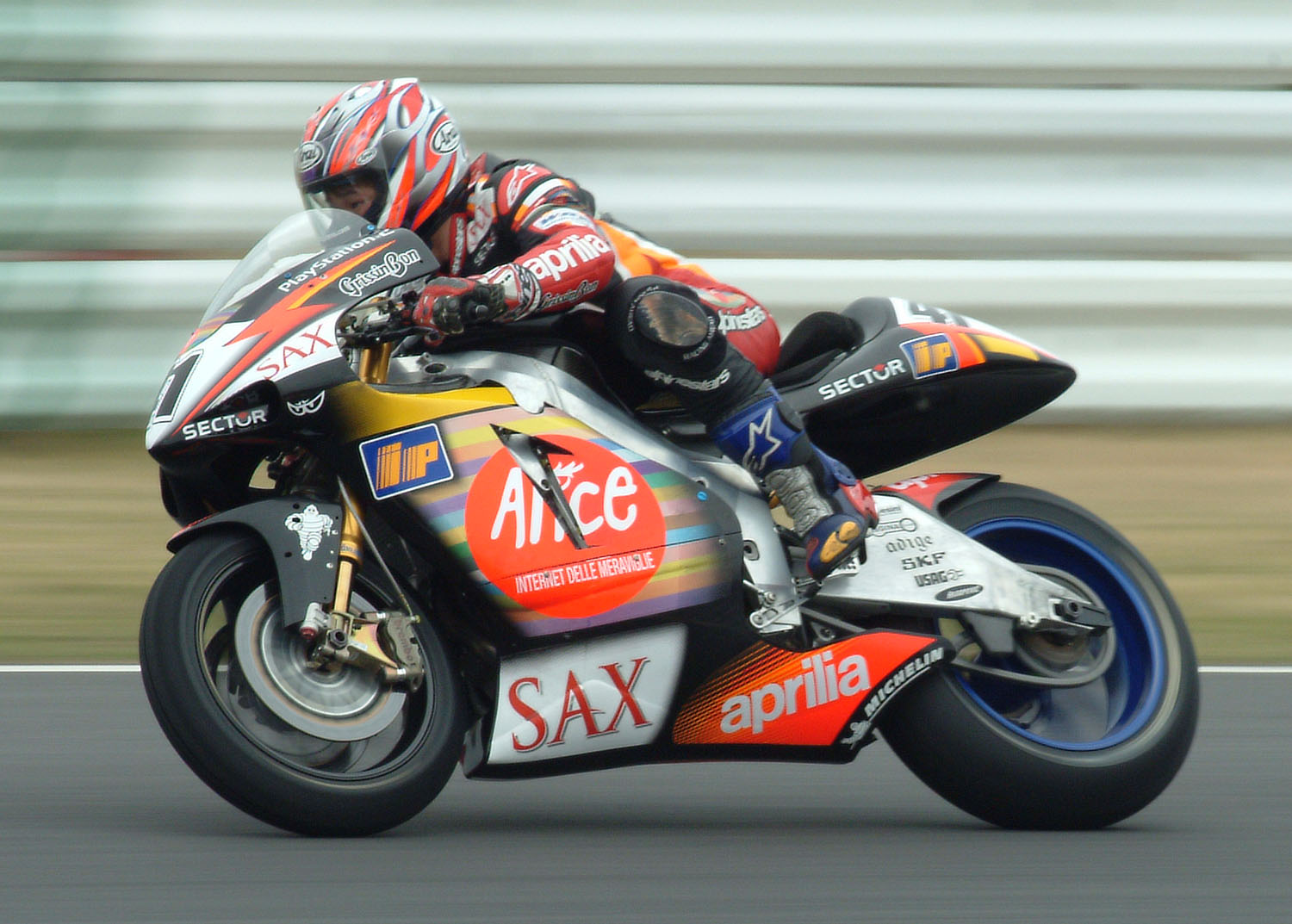
Noriyuki Haga 2003 auf Aprilia RS Cube

### Motorrad-Weltmeisterschaft

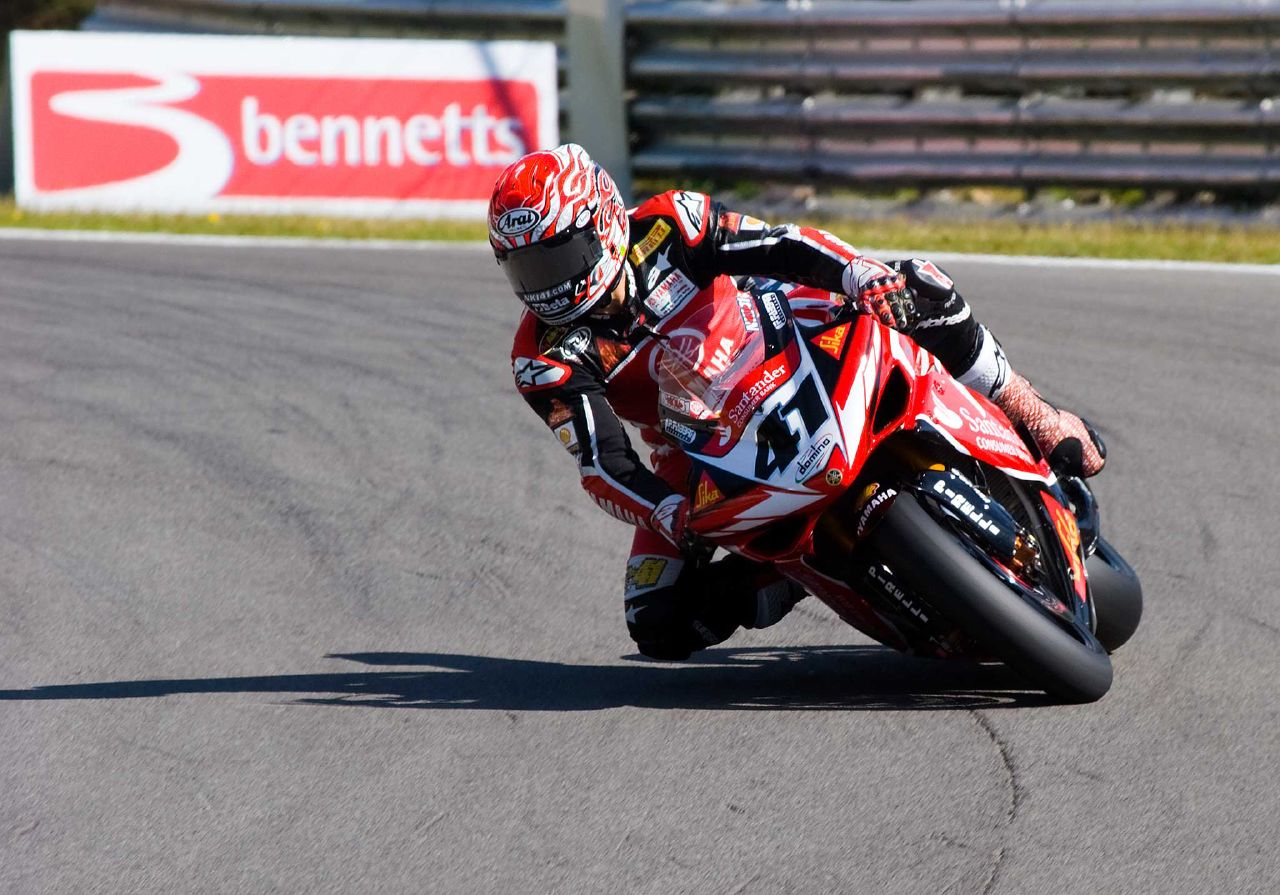
Noriyuki Haga 2007 auf Yamaha in Brands Hatch

Zur Saison 2001 wechselte Noriyuki Haga in die 500-cm³-Klasse der Motorrad-WM, wo er für das Red-Bull-Yamaha-WCM-Team an der Seite von Garry McCoy an den Start ging. Ein vierter Platz beim Grand Prix von Großbritannien war sein mit Abstand bestes Resultat, mit 59 Punkten wurde er 14. der Gesamtwertung.
Für das Jahr 2002 unterschrieb Haga beim italienischen Hersteller Aprilia einen Vertrag für die Superbike-WM. Er erreichte sieben Podiumsplatzierungen und wurde mit 278 Zählern Vierter in der Gesamtwertung.
Die Saison 2003 bestritt Noriyuki Haga für Aprilia wiederum in der MotoGP-Klasse der Motorrad-WM. Die Italiener setzten mit der RS Cube einen komplett neu entwickelten Viertakter ein. Sein Teamkollege in diesem Jahr bei Alice Aprilia Racing war ein alter Bekannter – der US-Amerikaner Colin Edwards. Das Motorrad, das zusammen mit den Automobilspezialisten von Cosworth entwickelt worden war, stellte sich jedoch als Fehlentwicklung heraus. Haga fuhr zwar regelmäßig in die Punkteränge, kam aber wiederum über Platz 14 in der Gesamtwertung nicht hinaus.

### Rückkehr in die Superbike-WM
Zur Saison 2004 wechselte Noriyuki Haga wieder in die Superbike-Weltmeisterschaft zurück und trat für das Renegade-Team an, wo er eine Ducati 999 pilotierte. Sein Teamkollege war der junge Brite Leon Haslam. Der Japaner konnte sechs Laufsiege einfahren und erreichte neun Podiumsplatzierungen. Mit den Ducati-Werkspiloten James Toseland und Régis Laconi kämpfte er bis zum Schluss um den Titel und belegte schließlich den dritten Platz in der WM-Wertung, nur 37 Zähler hinter Weltmeister Toseland.
Im Jahr 2005 kehrte Haga zu Yamaha zurück und unterschrieb im Werksteam einen Vertrag für die Superbike-WM und wurde wiederum Dritter der Meisterschaft. In der folgenden Saison, 2006, wiederholte er diese Platzierung. Die Saison 2007 war die bisher beste in Noriyuki Hagas Karriere. Er startete wiederum für Yamaha, sein Teamkollege bei Yamaha Motor Italia war der Weltmeister der Jahre 1996 und 2005, der Australier Troy Corser. Haga gewann sechs Rennen und stand insgesamt 15 Mal auf dem Siegerpodest. In der Gesamtwertung wurde er vom Briten James Toseland nur denkbar knapp, mit 413 zu 415 Punkten geschlagen und wurde, wie schon im Jahr 2000, Vizeweltmeister.
Für 2008 wurde Noriyuki Haga bei Yamaha Motor Italia bestätigt und trat wiederum an der Seite von Troy Corser an. Der Japaner erreichte zwar mit sieben Laufsiegen die bisher beste Ausbeute seiner Karriere, errang aber bei ebenso vielen Rennen überhaupt keine Punkte. Haga kämpfte bis zum letzten Rennwochenende im portugiesischen Portimão um den Vize-Titel, den er letztendlich an Corser abtreten musste. Überlegener Weltmeister wurde Ducati-Pilot Troy Bayliss.

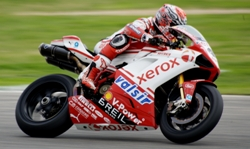
Noriyuki Haga 2009 auf Ducati in Valencia

#### Saison 2009
In der Saison 2009 trat Noriyuki Haga für das Ducati-Werksteam Ducati Xerox in der Superbike-Weltmeisterschaft an. Dort war der Japaner Nachfolger von Troy Bayliss, der nach dem Gewinn seines dritten WM-Titels seine Karriere beendete. Sein Teamkollege war der Italiener Michel Fabrizio. Bereits in seinem ersten Rennen konnte Haga, nach spannendem Kampf mit Max Neukirchner, im australischen Phillip Island seinen ersten Sieg als Werkspilot der Italiener einfahren. In den ersten neun Saisonrennen errang Noriyuki Haga vier Siege und fünf zweite Ränge. Am 10. Mai musste der Japaner beim zweiten Lauf im italienischen Monza nach einem Sturz den ersten Ausfall des Jahres hinnehmen, nachdem er mit einem Vogel kollidiert war. Danach folgten zwei Siege und vier weniger erfolgreiche Rennen.
Am 28. Juni fuhr Haga beim ersten Lauf der britischen Veranstaltung in Donington Park mit Rang drei die 100. Podiumsplatzierung seiner Karriere in der Superbike-WM ein. Im zweiten Rennen des Tages stürzte der Ducati-Pilot an zweiter Stelle liegend ausgangs der Coppice-Kurve schwer und wurde dabei mehrmals von seinem eigenen Motorrad getroffen. Haga wurde ins Derbi Royal Hospital eingeliefert, wo Brüche des rechten Schulterblattes, des achten und des neunten Rückenwirbels sowie ein offener Bruch des rechten Ellenknochens diagnostiziert wurden, was das frühzeitige Saisonende für ihn bedeutet hätte. Am folgenden Tag wurde bekanntgegeben, dass die Wirbelverletzungen von einem früheren Unfall stammten, die Schulter nicht gebrochen sei und Haga nach ca. einem Monat Genesungszeit möglicherweise wieder starten könnte. Der Vorsprung auf seinen härtesten WM-Widersacher, den US-amerikanischen Yamaha-Piloten Ben Spies, schmolz damit auf 14 Zähler zusammen.
Am 26. Juli 2009 ging Noriyuki Haga beim Lauf im tschechischen Brünn wieder an den Start und errang unter großen Schmerzen mit den Rängen acht und sechs wichtige Zähler im WM-Kampf. Beim folgenden Lauf auf dem Nürburgring Anfang September war Haga wieder beinahe vollkommen fit und musste im ersten Lauf nur Spies den Vortritt lassen. Im zweiten Rennen des Tages schied er nach einer Kollision mit dem Nordiren Jonathan Rea aus und verlor damit erstmals in der Saison überhaupt die WM-Führung.

#### Saison 2010
Für 2010 wurde das Fahrerduo Haga / Fabrizio im Ducati-Werksteam bestätigt.

#### Saison 2011
Im Jahr 2011 ging Noriyuki Haga für das PATA Racing Team Aprilia an den Start.

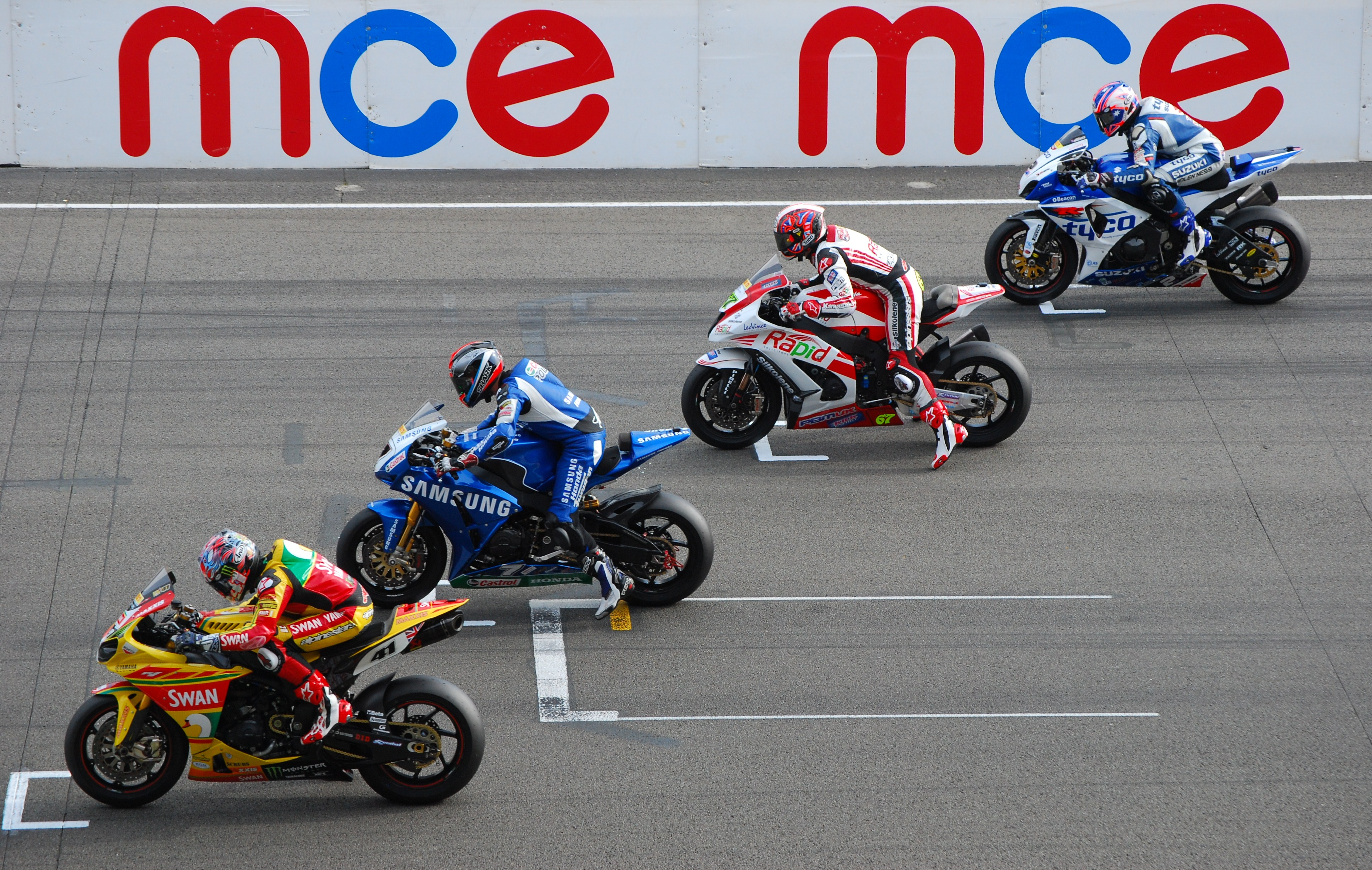
Start zum BSB-Lauf 2012 in TT Circuit Assen: Haga, Michael Laverty, Shane Byrne und Joshua Brookes (v. l. n. r.)

#### Saison 2012
Im Jahr 2012 bestritt Noriyuki Haga eine Saison für das Swan Yamaha Team in der British Superbike Championship und belegte den achten Gesamtrang. Nach diesem enttäuschenden Debütjahr kam kein weiterer Vertrag für die Saison 2013 zustande.

## Statistik

### Erfolge
- 1997 – Japanischer Superbike-Meister auf Yamaha

### In der Motorrad-Weltmeisterschaft
| Saison | Klasse  | Team                 | Motorrad        | Rennen | Siege | Zweiter | Dritter | Poles | Schn. Runden | Punkte | Ergebnis |
| ------ | ------- | -------------------- | --------------- | ------ | ----- | ------- | ------- | ----- | ------------ | ------ | -------- |
| 1998   | 500 cm³ | Yamaha Racing Team   | Yamaha YZR 500  | 1      | –     | –       | 1       | –     | –            | 16     | 20.      |
| 2001   | 500 cm³ | Red Bull Yamaha WCM  | Yamaha YZR 500  | 15     | –     | –       | –       | –     | –            | 59     | 14.      |
| 2003   | MotoGP  | Alice Aprilia Racing | Aprilia RS Cube | 16     | –     | –       | –       | –     | 1            | 47     | 14.      |
| Gesamt | Gesamt  | Gesamt               | Gesamt          | 32     | –     | –       | 1       | –     | 1            | 122    |          |

### In der Superbike-Weltmeisterschaft
| Saison | Team                        | Motorrad             | Rennen | Siege | Zweiter | Dritter | Poles | Schn. Runden | Punkte | Ergebnis |
| ------ | --------------------------- | -------------------- | ------ | ----- | ------- | ------- | ----- | ------------ | ------ | -------- |
| 1994   |                             | Ducati               | 2      | –     | –       | –       | –     | –            | 0      | –        |
| 1995   |                             | Yamaha               | 2      | –     | –       | –       | –     | –            | 0      | –        |
| 1996   |                             | Yamaha YZF 750 SP    | 2      | –     | 1       | –       | –     | 1            | 20     | 22.      |
| 1997   | Yamaha World Superbike Team | Yamaha YZF 750 SP    | 4      | 1     | 1       | 1       | –     | 1            | 72     | 13.      |
| 1998   | Yamaha World SBK Team       | Yamaha YZF 750 SP    | 24     | 5     | –       | 2       | 1     | 4            | 258    | 6.       |
| 1999   | Yamaha WSBK Team            | Yamaha YZF-R 7       | 26     | 1     | –       | 1       | –     | –            | 196    | 7.       |
| 2000   | Yamaha WSBK                 | Yamaha YZF-R 7       | 24     | 4     | 4       | 3       | –     | 3            | 335    | 2.       |
| 2002   | Playstation2-FGF Aprilia    | Aprilia RSV Mille    | 26     | –     | 3       | 4       | 1     | 4            | 278    | 4.       |
| 2004   | Renegade Ducati             | Ducati 999 RS        | 22     | 6     | 2       | 1       | –     | 7            | 299    | 3.       |
| 2005   | Yamaha Motor Italia WSB     | Yamaha YZF-R 1       | 23     | 2     | 3       | 5       | –     | 6            | 271    | 3.       |
| 2006   | Yamaha Motor Italia WSB     | Yamaha YZF-R 1       | 24     | 1     | 5       | 5       | 1     | 3            | 326    | 3.       |
| 2007   | Yamaha Motor Italia         | Yamaha YZF-R 1       | 25     | 6     | 6       | 3       | 2     | 12           | 413    | 2.       |
| 2008   | Yamaha Motor Italia WSB     | Yamaha YZF-R 1       | 28     | 7     | 4       | –       | 1     | 4            | 327    | 3.       |
| 2009   | Ducati Xerox Team           | Ducati 1098 R        | 28     | 8     | 9       | 2       | 1     | 10           | 456    | 2.       |
| 2010   | Ducati Xerox Team           | Ducati 1098 R        | 26     | 2     | 1       | 3       | –     | –            | 258    | 6.       |
| 2011   | PATA Racing Team            | Aprilia RSV4 Factory | 26     | –     | 2       | 2       | –     | 3            | 176    | 8.       |
| Gesamt | Gesamt                      | Gesamt               | 312    | 43    | 41      | 32      | 7     | 58           | 3685   |          |

### In der British Superbike Championship
| Saison | Team        | Motorrad       | Rennen | Siege | Zweiter | Dritter | Poles | Schn. Runden | Punkte | Ergebnis |
| ------ | ----------- | -------------- | ------ | ----- | ------- | ------- | ----- | ------------ | ------ | -------- |
| 2012   | Swan Yamaha | Yamaha YZF-R 1 | 27     | –     | 1       | –       | 1     | –            | 160    | 8.       |
| Gesamt | Gesamt      | Gesamt         | 27     | –     | 1       | –       | 1     | –            | 160    |          |

## Privates
Noriyuki Haga lebt seit Jahren in der italienischen Lombardei, unweit von Monza. Er ist verheiratet und hat zwei Söhne.

## Verweise